# ÖBB 1822 sorozat
Az ÖBB 1822 sorozat az ÖBB egyik kétáramnemű,  Bo'Bo' tengelyelrendezésű villamosmozdony-sorozata volt, amely eredetileg az Ausztria-Olaszország közötti közvetlen forgalomhoz épült. A mozdony alkalmas az olasz 3 kV egyenfeszültség alatti közlekedésre, azonban annak nagymértékű feszültségingadozását nem viselte jól, így a tervezett olaszországi alkalmazásból mindössze az Innsbruck-Brenner-Lienz közötti korridor-közlekedés valósult meg tartósan.

## Története
A mozdonyokat a BBC és az SGP gyártotta 1990 és 1991 között.
Az 5 darab mozdonyból 2005-ben kettőt (1822 002 és 1822 005) eladtak egy lengyel magánvasútnak, majd 2007-ben a további 3 darab mozdonyt is leállították. Feladatukat az ÖBB 1216 sorozat vette át.

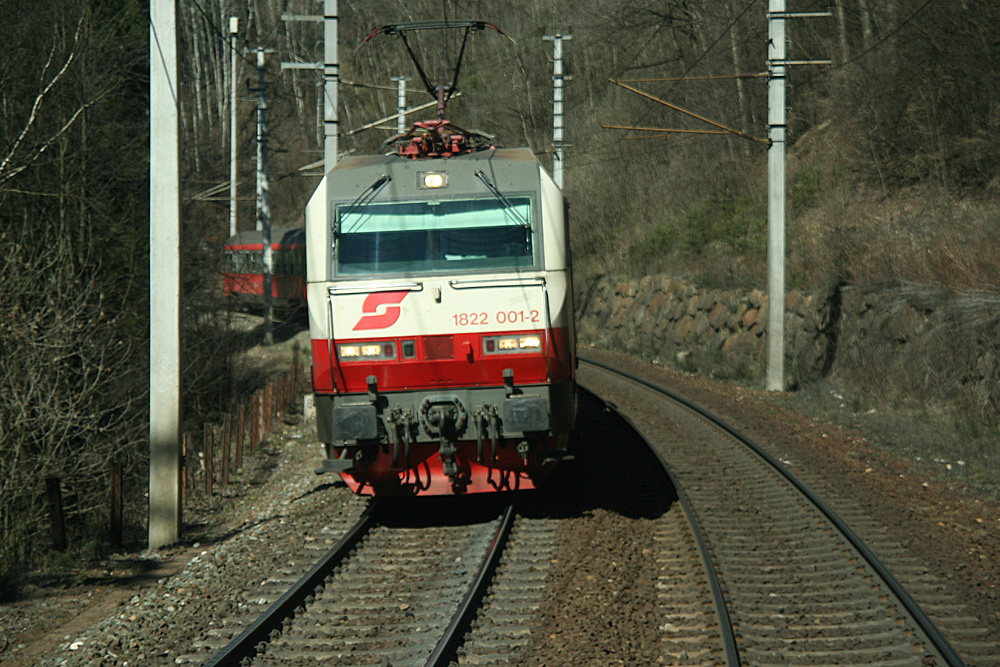
Az 1822 001 Innsbruck és Brenner között

Az ABB sürgetésére már 1987-ben felmerültek az első ötletek a Brenner-tranzit (München-Innsbruck-Verona) felgyorsítására szolgáló kétáramnemű mozdonyok használatára. Az akkori közlekedési miniszter, Rudolf Streicher ezért megbízta az ÖBB-t öt prototípus beszerzésével, amelyek mind az osztrák hálózaton (15 kV/16,7 Hz váltakozó áram), mind Olaszországban (3 kV egyenáram) használhatóak voltak. Ezt az elképzelést irányadónak tekintették, de az 1990 és 1991 között épített mozdonyok befejezése és üzembe helyezése évekig késett a végleges átadásig. Miután 1992-ben megszűnt a Brenner-hágón átvezető RoLa szolgáltatás, az ÖBB már nem mutatott nagy érdeklődést a mozdony iránt. Az 1822 003-as mozdonyt 1993-ban formai okokból átvették, hogy a regisztrációs futásokra Olaszországban kerülhessen sor. A fennmaradó mozdonyokat csak 1996-ban vették át, miután a mozdonyok 1995 októberében megkapták az olaszországi engedélyt.
Az SGP Graz szállította a mechanikai részt, az ABB pedig az elektromos részt. Az ÖBB-nek nem volt érdeke az 1822 sorozat sorozatgyártása, mivel az FS-nek nem volt érdeke az átmenő vonatok építése. Ezek csak az FS E412 sorozat mozdonyaival és a DB 189 sorozatával vált lehetővé.
Az öt 1822-es az átvételük óta Innsbruckban állomásozik. Eredetileg tervezett feladatukra, a tehervonatok Olaszországba történő vontatására alig használták őket, de az Innsbruck és Lienz közötti korridorvonalon közlekedtek, beleértve az Innsbruck és Kufstein, valamint a Lienz és Spittal an der Drau közötti betétvonalakat is.

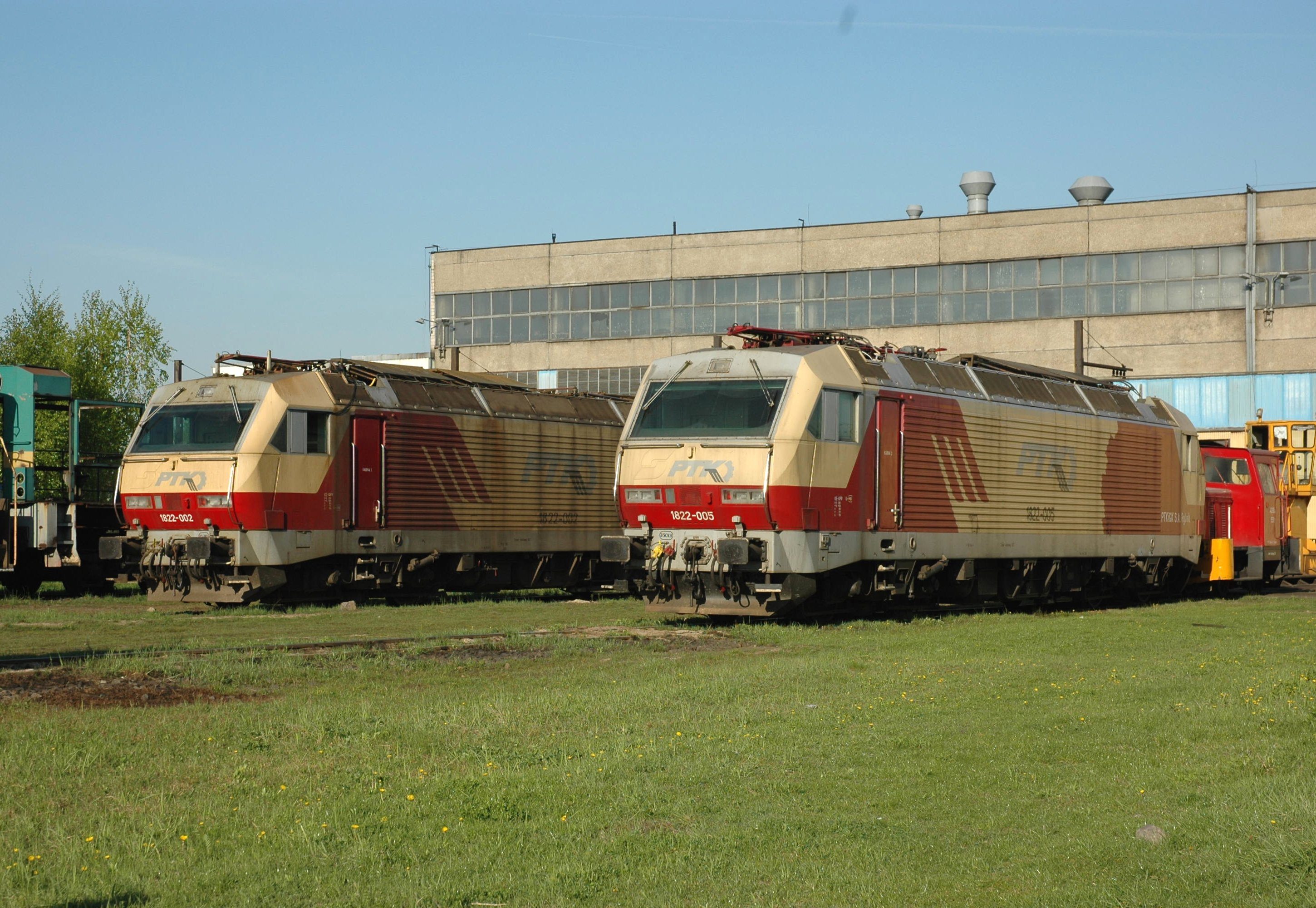
Az 1822-002 és 1822-005 Lengyelországban

2005-ben az 1822 002 és 1822 005 mozdonyokat Lengyelországba adták el, ahol legutóbb a DB Schenker Rail Polska tulajdonában voltak, és 2014 elején selejtezték őket. A tulajdonosnak már nem volt szüksége a mozdonyokra, amelyek fővizsgát igényeltek volna. A selejtezéssel meg tudta akadályozni, hogy a mozdonyok egy versenytárs kezébe kerüljenek.
A korridorvonatok előtt használt mozdonyokat ÖBB 2016 sorozatú dízelmozdonyokra kellett volna cserélni. Ez a terv azonban kudarcot vallott, mivel a 2016-osok az első szolgálatuk során műszaki hibát szenvedtek. A másik akadály a 2016-os vonat fűtési rendszere volt, amely 50 Hz-es frekvencián működik, és megzavarta volna az olasz pálya áramköreit. Miután ideiglenesen bérelt 189 sorozatú mozdonyokat használtak, 2007 nyarától az ÖBB 1216 sorozatú többáramnemű mozdonyok vették át a korridorvonatok üzemeltetését, így 2007 szeptemberében a megmaradt három 1822 001, 1822 003 és 1822 004 pályaszámú mozdonyt kivonták a forgalomból. Ezeket nem lehetett Lengyelországba értékesíteni, mert egy sale-leaseback szerződésben szerepeltek, és ezért Bludenzben helyezték letétbe. 2010 őszén a mozdonyokat a TS linzi üzemébe szállították, ott felújították, és ugyanezen év decemberétől a wolfurti teherpályaudvaron állították le.

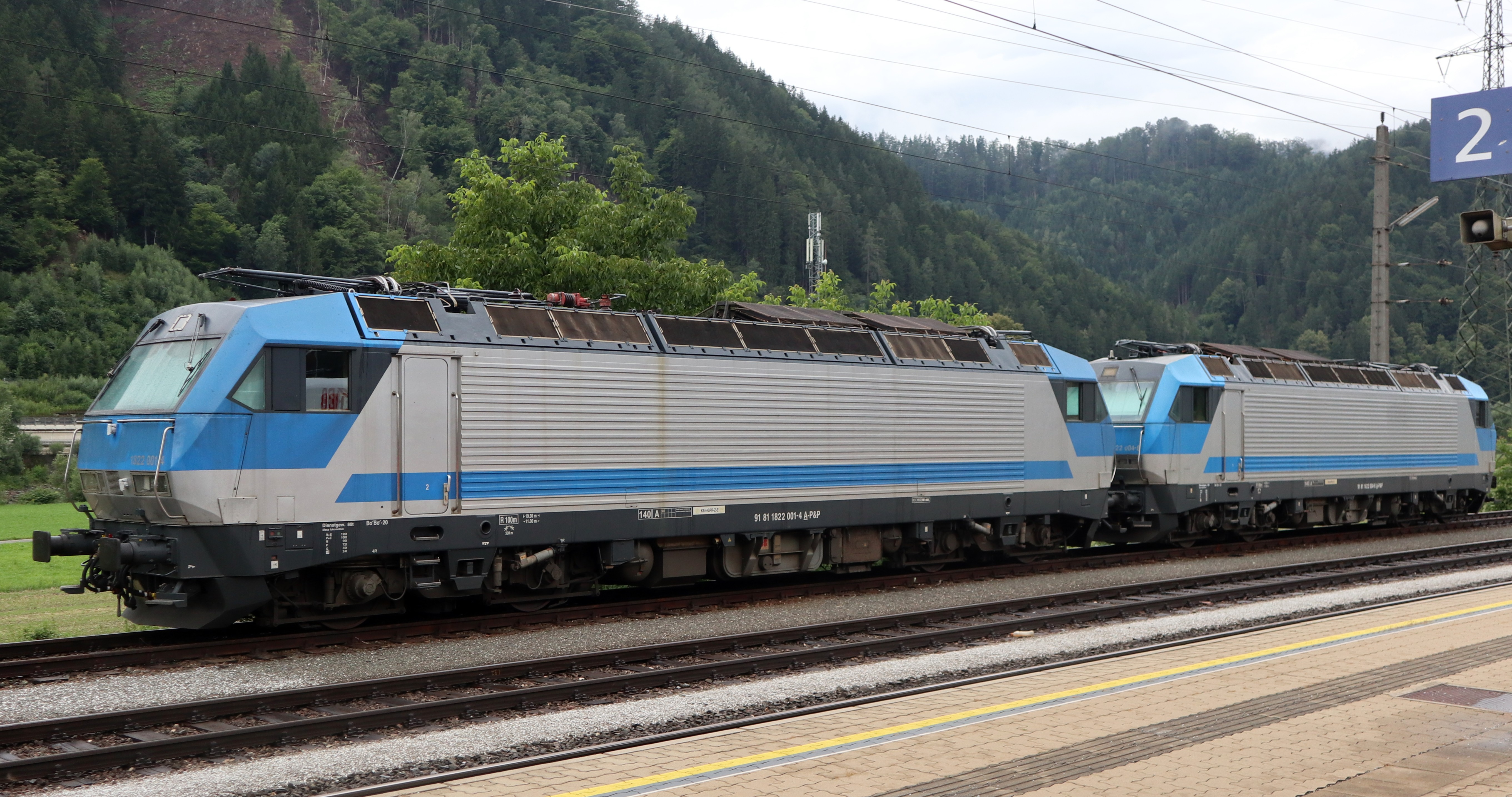
A P&P 1822 001-4 és a 1822 004-8 Mixnitz-Bärenschützklammban

2014 elején a fennmaradó három mozdonyt a P&P Eisenbahntechnik megvásárolta, Krieglachban üzemképes állapotba hozták, és az Adria Transport vasúti fuvarozó vállalatnak adták bérbe. A gépeket 2014 nyarától használták Koper kikötőjéből a Csehországba tartó tehervonatok vontatására a Koper-Bécs útvonalon. Az 1822 sorozat különösen alkalmas erre, mivel a Maribor-Spielfeld-vasútvonalon 20 tonnás tengelyterhelés-korlátozás van érvényben, ezért az 1216 sorozatú mozdonyok ott nem használhatók.